# Amid lithný
Amid lithný (LiNH2) je sloučenina lithia, dusíku a vodíku. Krystalická struktura je čtverečná.

## Příprava
Amid lithný může být připraven přidáním kovového lithia do kapalného amoniaku:
2 Li + 2 NH3 → 2 LiNH2 + H2.

## Příklady
Lithná sůl 2,2,6,6-tetramethylpiperidinu (organický iontový amid) krystalizuje jako tetramer:

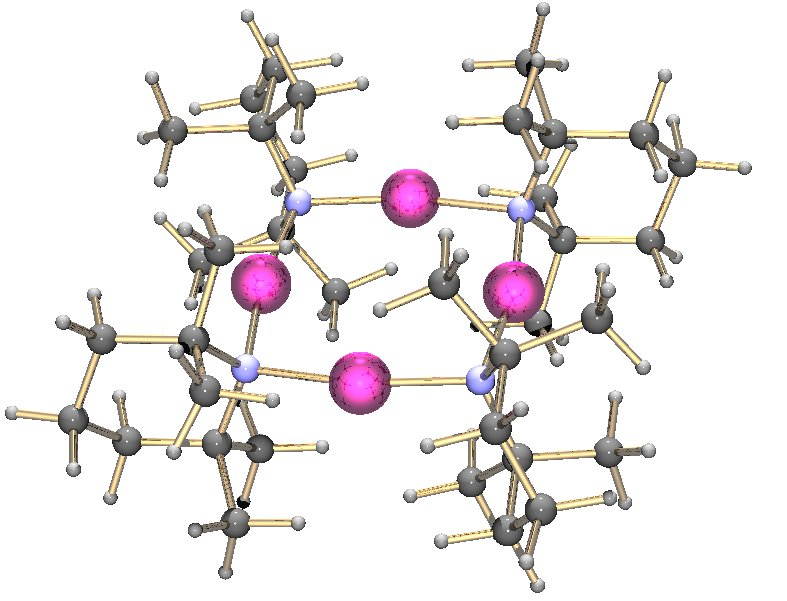
tetramer amidu lithného

Ovšem lithná sůl di-(1-fenylethyl)aminu krystalizuje jako trimer:

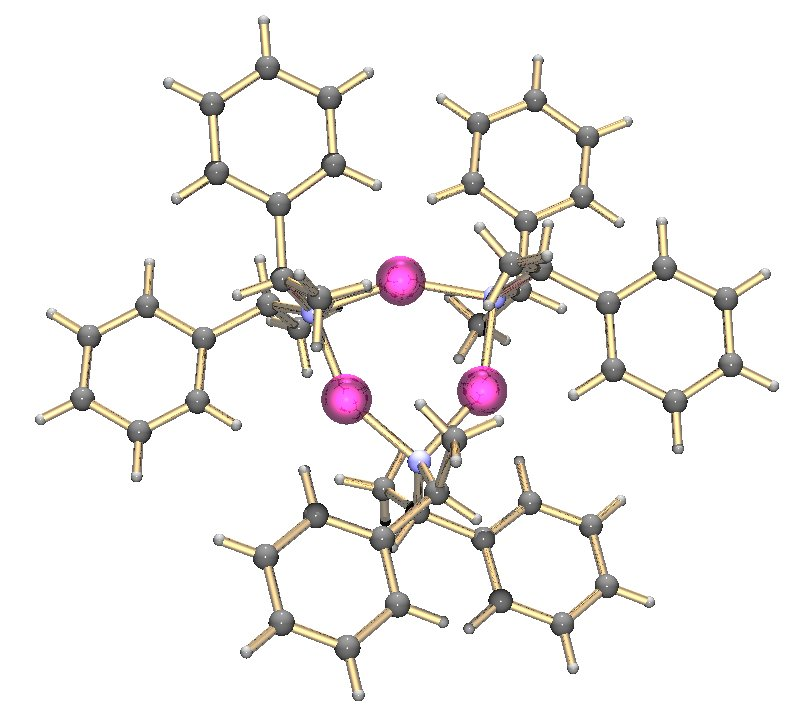
Trimer amidu lithného